# Monticola gularis
El roquero gorgiblanco (Monticola gularis) es una especie de ave de la familia Muscicapidae del orden Passeriformes. Se localiza en Camboya, China, Hong Kong, Corea del Norte, Laos, Malasia, Myanmar, Rusia, Singapur, Tailandia y Vietnam. Habita principalmente en bosques templados.

## Descripción
El roquero gorgiblanco pesa en promedio 34 gramos, oscilando entre 32 y 37 gramos. Su longitud varía entre 16 y 19 centímetros.
El macho adulto muestra mancas blancas en las mejillas y la garganta; sin embargo, el resto de la parte ventral del cuerpo es de color anaranjado. Por su parte, los machos juveniles tienen plumas grises u ocre y partes ventrales anaranjadas. También poseen zonas de color azul cobalto y negras.  Por otro lado, las hembras adultas son de color marrón u oliváceo en la parte superior del cuerpo y festoneado en la parte ventral. El canto de esta especie ha sido descrita como una "flauta melancólica".

## Distribución y hábitat
El roquero gorgiblanco se extiende por alrededor de 1.710.000 kilómetros cuadrados de Asia oriental. Es nativo y cría en partes de Rusia, China y Corea del Norte. Es nativo, pero no se reproduce en la mayoría o la totalidad de Laos, Vietnam y Camboya, así como partes de Tailandia, Myanmar, Malasia y China. Las aves se ven ocasionalmente en Japón, y también se han observado en Hong Kong y Singapur. Pasan el invierno en el sur de China. La población total es desconocida, pero se considera que no está aumentando o disminuyendo.
Esta especie habita en zonas boscosas, matorrales y zonas rocosas. Vive en altitudes que oscilan entre los 0 metros (0 pies) y 1.500 metros (4.900 pies).

## Comportamiento
Los roqueros gorgiblancos habitan en sus lugares de cría entre mayo y septiembre. Crían en bosques montanos mixtos. Se reproducen entre mayo y julio, formando dos crías. Los nidos tienen forma de copa y se componen de material arbóreo, liquen, raicillas, musgo en el interior y agujas y ramitas de pino en el exterior.
Su dieta se compone principalmente de invertebrados. Estos incluyen gorgojos, grillos topo y lepidópteros.
Es una especie totalmente migratoria.

## Historia
El roquero gorgiblanco fue descrito por Robert Swinhoe en 1863.
Entre 1988 y 2000, fue categorizado como "bajo riesgo" y "preocupación menor" por la Lista Roja de especies amenazadas de la UICN. A partir del 2000, solo se encuentra en la categoría de "preocupación menor".
Recientemente, esta especie es adoptada con frecuencia como mascota, y en algunos países es consumida como alimento.